# Cabo Engaño (Luzón)
El Cabo Engaño es un cabo localizado en el extremo nororiental de la isla de Luzón, en las Filipinas. En el lugar se erige un faro.
Da su nombre a la batalla de Cabo Engaño, uno de los cuatro enfrentamientos navales que conformaron la batalla del Golfo de Leyte, durante la Segunda Guerra Mundial, aunque el combate tuvo lugar a 200 millas al este.